# Sveriges Grand Prix 1977
Sveriges Grand Prix 1977, officiellt Gislaved Grand Prix of Sweden, var en Formel 1-lopp som kördes 19 juni 1977 på Scandinavian Raceway i Anderstorp i Sverige. Det var det åttonde av 17 lopp ingåendes i Formel 1-säsongen 1977 och kördes över 80 varv. Detta var det femte av sammanlagt 6 F1-lopp som kom att köras på Anderstorp.   

## Resultat
1. Jacques Laffite, Ligier-Matra, 9 poäng
2. Jochen Mass, McLaren-Ford, 6
3. Carlos Reutemann, Ferrari, 4
4. Patrick Depailler, Tyrrell-Ford, 3
5. John Watson, Brabham-Alfa Romeo, 2
6. Mario Andretti, Lotus-Ford, 1
7. Clay Regazzoni, Ensign-Ford
8. Jean-Pierre Jarier, ATS (Penske-Ford)
9. Jackie Oliver, Shadow-Ford
10. Hans-Joachim Stuck, Brabham-Alfa Romeo
11. Brett Lunger, BS Fabrications (McLaren-Ford)
12. James Hunt, McLaren-Ford
13. Rupert Keegan, Hesketh-Ford
14. David Purley, LEC-Ford
15. Patrick Nève, Williams (March-Ford)
16. Harald Ertl, Hesketh-Ford
17. Alan Jones, Shadow-Ford
18. Emerson Fittipaldi, Fittipaldi-Ford
19. Gunnar Nilsson, Lotus-Ford (varv 64, hjullager)

### Förare som bröt loppet
- Ian Scheckter, March-Ford (varv 61, transmission)
- Vittorio Brambilla, Surtees-Ford (52, bränsletryck)
- Niki Lauda, Ferrari (47, hantering)
- Jody Scheckter, Wolf-Ford (29, olycka)
- Ronnie Peterson, Tyrrell-Ford (7, tändning)

### Förare som ej kvalificerade sig
- Alex Ribeiro, March-Ford
- Emilio de Villota, Emilio de Villota (McLaren-Ford)
- Larry Perkins, Surtees-Ford
- Boy Hayje, RAM (March-Ford)
- Hector Rebaque, Hesketh-Ford
- Conny Andersson, BRM
- Mikko Kozarowitzky, RAM (March-Ford)